# 1619 en France
Chronologie de la France
- 1615
- 1616
- 1617
- 1618
- 1619
- 1620
- 1621
- 1622
- 1623

## Événements
- 9 février : Giulio Cesare Vanini (1585-1619), le « prince des libertins », jeune philosophe italien, est supplicié à Toulouse sur l'actuel Espace Vanini (place du Salin) pour athéisme. Il s’est réfugié clandestinement à Toulouse sous le nom de Pompeo Usciglio pour fuir les foudres de la Sorbonne à la suite de l’un de ses écrits[1].
- 10 février : Christine, sœur du roi épouse Victor-Amédée Ier de Savoie[2].
- 21 - 22 février : Marie de Médicis s’enfuit de Blois et rejoint Épernon à Angoulême[2].

- 7 mars : première guerre de la mère et du fils. Richelieu est rappelé par le roi pour régler le conflit[3]. Il quitte Avignon pour Angoulême où il arrive le 27 mars[4].

- 30 avril : traité d’Angoulême entre Luynes et les grands révoltés ; Marie, pardonnée par son fils, reçoit la charge du gouvernement de l’Anjou[3].

- 8 juillet : Henri, frère aîné de Richelieu, gouverneur d’Angers, est tué dans un duel avec le marquis de Thémines, capitaine des gardes de la Reine[3].

- 3 août : Charles d’Albert achète la baronnie de Maillé[5], que le roi Louis XIII érige en duché-pairie qui prend le nom de Luynes (14 novembre)[6].

- 5 septembre : entrevue de Louis XIII et de sa mère, Marie de Médicis, au château de Couzière (Veigné, Touraine)[3].
- 6 septembre : démission de Jeannin. Henri de Schomberg devient surintendant des finances[7].
- 26 septembre : réunion de l’assemblée des protestants à Loudun convoquée par le roi le 23 mai (fin le 13 avril 1620)[8]. Elle demande le retrait de l’arrêt relatif au Béarn et réclame la prorogation du brevet des places de sûreté[9].

- 20 octobre : libération de Condé. Le 9 novembre, il obtient du roi une déclaration qui le justifie[10].

- 5 décembre : le comte de Fürstenberg, ambassadeur extraordinaire de l’empereur Ferdinand II, est reçu par le roi afin de solliciter un appui politique et militaire. Louis XIII assure l’empereur de son soutien moral, en recommandant l’action diplomatique. Le 25 décembre, probablement sous l’influence de son confesseur jésuite, le père Arnoux, le roi envoie un message à l’empereur qui lui assure une aide militaire française contre ses adversaires protestants[11]. Les ministres Jeannin et Brûlard de Puysieux transforment le projet militaire en médiation et envoient le duc d’Angoulême en ambassade à Ulm pour obtenir la neutralité de l’union évangélique dans le conflit de Bohême (juillet 1620)[12].